# Friedrich von Gerok

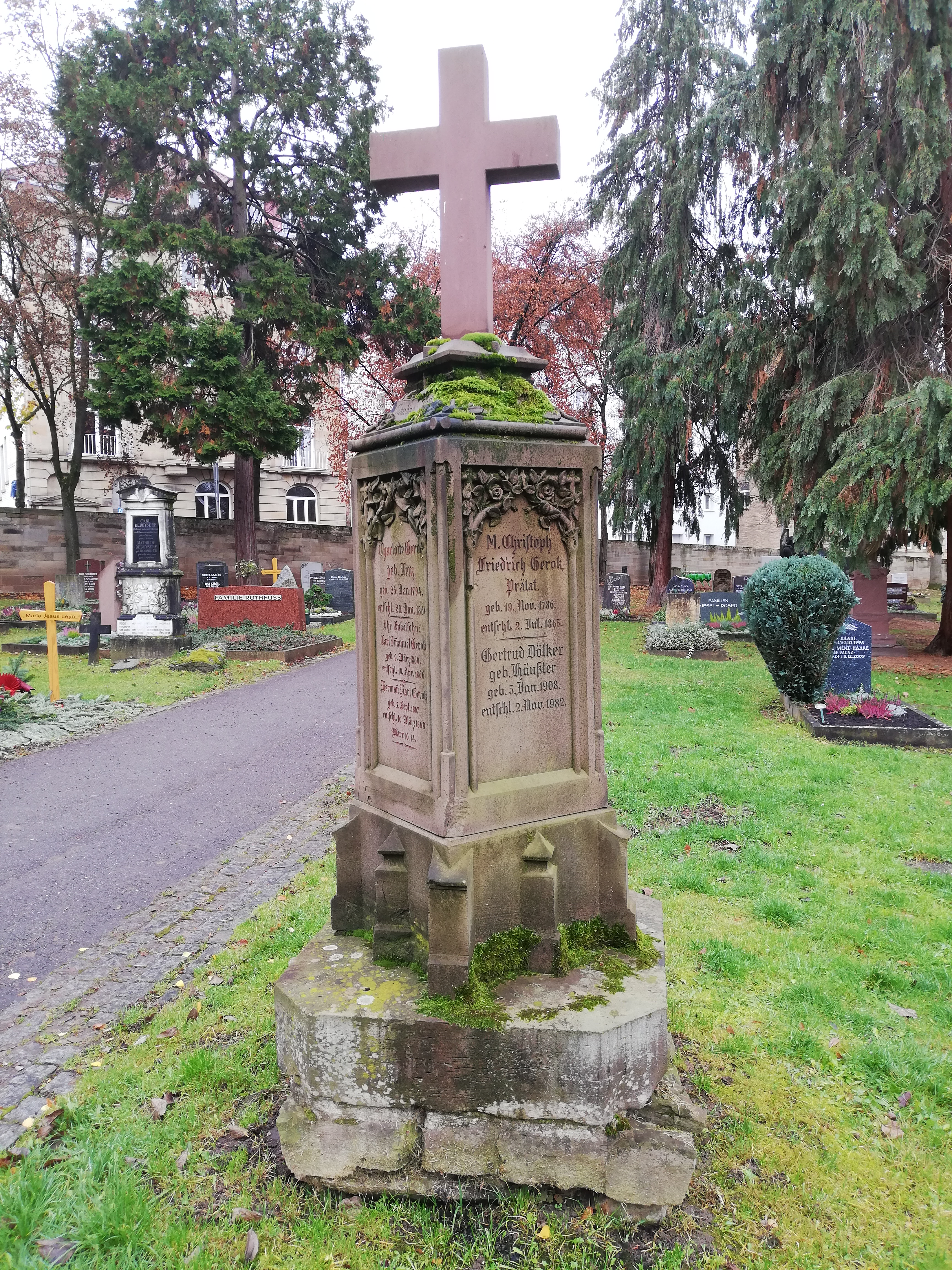
Grabmal auf dem Fangelsbachfriedhof in Stuttgart

Christoph Friedrich Gerok, ab 1853 von Gerok, (* 19. November 1786 in Weilheim; † 2. Juli 1865 in Stuttgart) war ein deutscher Theologe.

## Beruf
Nach dem Studium begann Friedrich Gerok seine berufliche Laufbahn 1806 als Magister. 1809 bis 1811 war er Bibliothekar am Tübinger Stift, 1811 bis 1814 Repetent und Assistent des Professors für klassische Literatur an der Universität Tübingen. 1813 und 1814 war er Diakon in Vaihingen an der Enz und 1815 an der Stuttgarter Stiftskirche. 1831 wurde er Amtsdekan, 1836 Stadtdekan und Hospitalprediger in Stuttgart. 1848 folgte seine Ernennung zum Prälaten und Generalsuperintendenten in Ludwigsburg. 1860 trat er in den Ruhestand. Er starb 1865 in Stuttgart und fand seine letzte Ruhestätte auf dem dortigen Fangelsbachfriedhof.

## Politik
Die Generalsuperintendenten der evangelischen Landeskirche waren kraft Amtes privilegierte Mitglieder der Zweiten Kammer des württembergischen Landtags. Friedrich Gerok trat nach seiner Ernennung in Ludwigsburg deshalb auch 1848 in den Landtag ein. Er übte das Amt bis 1860 aus.

## Familie
Friedrich Gerok war der Sohn des Ofterdinger Pfarrers Christoph Friedrich Gerok (1748–1835) und der Louise Friederike Gerok geb. Dapp (* 1760) und hatte zwei Geschwister. 1814 heiratete er Charlotte Lenz (1794–1866), mit ihr hatte er zwölf Kinder, darunter der Theologe Karl von Gerok.

## Nobilitierung
1853 wurde ihm das Ritterkreuz des Ordens der Württembergischen Krone verliehen, welches mit dem persönlichen Adelstitel verbunden war.